# Raja Hindustani
Raja Hindustani (hindi:राजा हिंदुस्तानी, راجا ہندوستان:, traduzione: Re indiano) è un film indiano del 1996 diretto da Dharmesh Darshan. Il film racconta le vicende di un tassista proveniente da una piccola città, che si innamora di una ragazza ricca. Aamir Khan e Karisma Kapoor interpretano i ruoli principali nel film, che è stato uno dei maggiori incassi in India degli anni novanta.
Nel 1997 il film ha vinto svariati Filmfare Awards, fra cui il Filmfare Award per il miglior film, per il miglior attore (Aamir Khan) e per la migliore attrice (Karisma Kapoor), oltre ad essere nominato a numerosi altri come per il miglior regista.
Il film è il remake del film del 1965 di Jab Jab Phool Khile di Shashi Kapoor e Nanda Jab Jab Phool Khile.